# William Smellie
William Smellie (Edimburgo, 1740 — Edimburgo, 24 de Junho de 1795) foi um enciclopedista escocês, mestre de impressão e naturalista.
Aos 28 anos, Smellie foi contratado por Colin Macfarquhar e Andrew Bell para editar a primeira edição da Encyclopædia Britannica.